# Adrian Matei
Adrian Matei (Bucarest, 29 febbraio 1968) è un allenatore di calcio ed ex calciatore romeno, di ruolo difensore. È uno dei pochi giocatori ad aver giocato in tutti e quattro i grandi club di Bucarest, Rapid Bucarest, Dinamo Bucarest, FCSB e Național Bucarest Era soprannominato Cacao.

## Biografia
Ha un figlio, Alexandru, che ne ne ha seguito le impronte divenendo anch'egli calciatore. Con la moglie Andreea ha aperto un ristorante a Bucarest.

## Caratteristiche tecniche
Era un difensore centrale molto arcigno.

## Carriera

### Calciatore

#### Club
Si forma calcisticamente nel Rapid Bucarest, con cui esordì nella Divizia A 1986-1987, chiusa al quattordicesimo posto. Nel corso della Divizia A 1988-1989 passa al Victoria Bucarest che otterrà il terzo posto finale. L'anno seguente passa a stagione in corso alla Dinamo Bucarest, con cui vincerà il suo primo campionato e la sua prima coppa nazionale.
Nella stagione seguente ottiene il terzo posto finale mentre nella Coppa dei Campioni 1990-1991 raggiunse gli ottavi di finale, venendo eliminato con i suoi dai lusitani del Porto. L'anno seguente Matei con la Dinamo vince il suo secondo campionato, sopravanzando con i suoi di sette punti la Steaua Bucarest; mentre il cammino nella Coppa UEFA 1991-1992 è fermato ai sedicesimi di finale dagli italiani del Genoa. Nella UEFA Champions League 1992-1993 raggiunge con i suoi gli ottavi di finale, venendo eliminato dai futuri campioni dell'Olympique Marsiglia.
Nel gennaio 1994 si trasferisce allo Sportul Studențesc, con cui ottiene la salvezza al termine della Divizia A 1993-1994.
Nella Divizia A 1994-1995 torna al Rapid, restandovi sino al gennaio 1997, quando fu ingaggiato dalla Steaua. Con lo Steaua nella stagione d'esordio vinse il campionato 1996-1997 e la coppa di Romania. Si aggiudica con la Steaua anche la Divizia A 1997-1998, la Supercoppa 1998 e la sua seconda coppa nazionale. Nella Coppa UEFA 1997-1998 raggiunge con la Steaua gli ottavi di finale, persi contro gli inglesi dell'Aston Villa.
Nel 1999 passa al Național Bucarest, di cui diverrà capitano, con cui sfiorerà il titolo nella Divizia A 2001-2002, venendo sopravanzati di soli due punti dalla Dinamo Bucarest.

#### Nazionale
Nel febbraio 1995 ha giocato due incontri amichevoli con la nazionale romena.

### Allenatore
Lasciato il calcio giocato ha allenato numerosi club nelle serie inferiori romene.

## Statistiche

### Cronologia presenze e reti in Nazionale
| Cronologia completa delle presenze e delle reti in nazionale ― Romania | Cronologia completa delle presenze e delle reti in nazionale ― Romania | Cronologia completa delle presenze e delle reti in nazionale ― Romania | Cronologia completa delle presenze e delle reti in nazionale ― Romania | Cronologia completa delle presenze e delle reti in nazionale ― Romania | Cronologia completa delle presenze e delle reti in nazionale ― Romania | Cronologia completa delle presenze e delle reti in nazionale ― Romania | Cronologia completa delle presenze e delle reti in nazionale ― Romania |
| Data                                                                   | Città                                                                  | In casa                                                                | Risultato                                                              | Ospiti                                                                 | Competizione                                                           | Reti                                                                   | Note                                                                   |
| ---------------------------------------------------------------------- | ---------------------------------------------------------------------- | ---------------------------------------------------------------------- | ---------------------------------------------------------------------- | ---------------------------------------------------------------------- | ---------------------------------------------------------------------- | ---------------------------------------------------------------------- | ---------------------------------------------------------------------- |
| 8-2-1995                                                               | Calamata                                                               | Grecia                                                                 | 1 – 0                                                                  | Romania                                                                | Amichevole                                                             | -                                                                      |                                                                        |
| 15-2-1995                                                              | Smirne                                                                 | Turchia                                                                | 1 – 1                                                                  | Romania                                                                | Amichevole                                                             | -                                                                      |                                                                        |
| Totale                                                                 |                                                                        | Presenze                                                               | 2                                                                      |                                                                        | Reti                                                                   | 0                                                                      |                                                                        |

## Palmarès

### Calciatore
- Campionato rumeno: 4

Dinamo Bucarest: 1989-1990, 1991-1992
Steaua Bucarest: 1996-1997, 1997-1998
- Coppa di Romania: 3

Dinamo Bucarest: 1989-1990
Steaua Bucarest: 1996-1997, 1998-1999
- Supercoppa di Romania: 1

Steaua Bucarest: 1998